# Емре Сакчи
Емре Сакчи (тур. Emre Sakçı, 15 листопада 1997) — турецький плавець.
Учасник Олімпійських Ігор 2020 року.
Призер Чемпіонату Європи з плавання на короткій воді 2019 року.